# Lactuca tenerrima
Lactuca tenerrima és una espècie pertanyent a la família de les asteràcies present a la península Ibèrica. Creix en pedregars, penyals i fissures. És una Planta de 10-30 cm, rígida i una mica llenyosa a la base, molt ramificada amb tiges febles verd-blavós que segreguen un làtex blanc, enganxosa. Les fulles són escasses, dividides fins a la meitat entre la vora i el nervi, amb segments fins allargats, les superiors abraçant la tija. Les flors sorgeixen a final de primavera i fins a la tardor o més endavant a vegades, té lígules blaves i un involucre de fins a 1 cm de llarg amb bràctees verd-blavós. Els fruits, d'uns 4 mm, tenen una cua superior de similar grandària i un vil·là de pèls blancs.